# ليزا وانغ
ليزا وانغ (بالإنجليزية: Lisa Wang)‏ هي لاعبة جمباز إيقاعي أمريكية، ولدت في 24 سبتمبر 1988 في ماديسون في الولايات المتحدة.

## وصلات خارجية
- ليزا وانغ على موقع الاتحاد الدولي للجمباز (licence) (الإنجليزية)
- ليزا وانغ على موقع الاتحاد الدولي للجمباز (biography) (الإنجليزية)
- ليزا وانغ على موقع الاتحاد الأمريكي للجمباز (الإنجليزية)